# Benoît Badiashile
Benoît Ntambue Badiashile Mukinayi Baya, född 26 mars 2001, är en fransk fotbollsspelare som spelar för Chelsea och Frankrikes landslag.

## Klubbkarriär
Den 5 februari 2018 skrev Badiashile på sitt första professionella kontrakt med Monaco. Den 11 november 2018 gjorde han sin Ligue 1-debut i en 4–0-förlust mot Paris Saint-Germain.
Den 5 januari 2023 värvades Badiashile av Chelsea, där han skrev på ett kontrakt till sommaren 2030.